# جناب، جناب (آلبوم چندآهنگه)
جناب، جناب چهارمین آلبوم چندآهنگه (EP) توسط گروه دخترانهٔ کره‌ای گرلز جنریشن است. این آلبوم از شش آهنگ تشکیل شده‌است و ژانرهای موسیقی پاپ، الکتروپاپ و آراندبی را شامل می‌شود. «جناب، جناب» در ۲۴ فوریه ۲۰۱۴ توسط اس.ام. انترتینمنت و کی‌تی میوزیک جهت دانلود دیجیتال منتشر شد. سی‌دی و نسخه دیجیتالی در همان روز در هنگ کنگ نیز منتشر شد و در تاریخ ۲۷ فوریه برای خرید در کره جنوبی، در دسترس قرار گرفت. برای تبلیغ این آلبوم، گرلز جنریشن در چندین برنامه موسیقی کره‌ای از جمله بانک موسیقی و اینکی‌گایو ظاهر شدند. آهنگ اصلی این آلبوم عنوان به صورت تک‌آهنگ منتشر شد. این آلبوم، آخرین آلبومی بود که جسیکا به عنوان عضوی از گرلز جنریشن در آن حضور داشت.
«جناب، جناب» نظرات مثبتی از منتقدان موسیقی دریافت کرد. هیثر فارس از آل‌میوزیک این آلبوم را به عنوان نمایش نقاط قوت موسیقایی گروه ستایش کرد، در حالی که جف بنیامین از بیلبورد این آلبوم کوتاه را «چشمگیرتر» آلبوم قبلی گروه، من یه پسر تور کردم، ارزیابی کرد. این آلبوم در صدر جدول آلبوم گائون قرار گرفت و پرفروش‌ترین آلبوم یک گروه دخترانه در سال ۲۰۱۴ در کره جنوبی شد؛ و همچنین پنجمین آلبوم پرفروش در سال شد. 
| بررسی انتقادی | بررسی انتقادی |
| منبع          | رتبه‌بندی      |
| ------------- | ------------- |
| آل‌میوزیک      | 3.5/5 ستاره   |
| بیلبورد       | 82/100        |
| IZM           | 2.5/5 ستاره   |

## لیست آهنگ
اعتبارهای اقتباس شده از پانویس «جناب، جناب»
| شماره | نام                      | سراینده                                         | آهنگساز                                                                                                  | تنظیم                                              | مدت  |
| ----- | ------------------------ | ----------------------------------------------- | --- | -------------------------------------------------- | ---- |
| ۱.    | «جناب، جناب»             | چو یون یونگ، کیم هیونگ (جم فکتوری)              | د آندرداگز (تیم تولید: هاروی میسون جونیور، دیمون توماس، اندرو هی، مایک دالی، بریت برتون، رودنا «چیک» بل) | د آندرداگز                                         | ۳:۵۵ |
| ۲.    | «خدانگهدار»              | هوانگ هیون                                      | لیندی رابینز، برنت پاسچ، جینا اندروز                                                                     | لیندی رابینز، برنت پاسچ، جینا اندروز               | ۳:۱۴ |
| ۳.    | «اروپا» (유로파)         | کنزی                                            | کنزی | کنزی                                               | ۳:۲۲ |
| ۴.    | «یه لحظه صبر کن»         | G-High، لی جو هیونگ، هوانگ هیون، شین آگنس، موول | G-High، لی جو هیونگ                                                                                      | G-High، لی جو هیونگ                                | ۳:۲۵ |
| ۵.    | «در آغوش گرفتن» (백허그) | چو یون کونگ                                     | اینگرید اسکرتینگ، جسپر بورگن                                                                             | هوانگ-گون دان (هوانگ سونگ جائه، نیکل، یونگ سو-مین) | ۴:۰۹ |
| ۶.    | «روح» (نسخه کره ای)      | چو یون کونگ                                     | آن جودیت ویک، نرمین هارامباسیک، رونی ویدار سوندنسن، لوکاس «نات» ناتانسون، موشک سرخ                       | رد راکت                                            | ۳:۴۷ |